# Ray Rice
Raymell Maurice Rice (född 22 januari 1987) är en amerikansk fotbollsspelare (runningback) för Baltimore Ravens i NFL. Han har sprungit för näst flest yards i Ravens historia (4377 yards).

Rice föddes i New Rochelle, New York och när han var bara ett år blev hans pappa dödad i en Drive-By skjutning. Hans mamma uppfostrade honom, och han visade sig vara en talangfull runningback. Han spelade på New Rochelle High School där han under sitt näst sista år vann skolmästerskapet för delstaten New York.

Han började på Rutgers University 2005, efter att ursprungligen haft planer på att gå på Syracuse University, men ändrat sig. 2006 sprang han 1794 yards och gjorde 20 touchdowns, något som gjorde att Rices andra år på college blev hans sista. I NFL Draften 2008 valdes han som 55:e totalt av Baltimore Ravens.

Rice har redan, blott 25 år gammal, röstats fram till två Pro Bowls och har två gånger blivit en All-Pro. På grund av sin korta längd men relativt höga vikt är han mycket svår att tackla ned och han är också blixtrande snabb. Detta har gjort Rice till en av NFL:s bästa runningbackar.
Den 8 september 2014 bröt Baltimore Ravens kontraktet med Ray Rice på grund av en video där man ser Ray Rice misshandla sin dåvarande flickvän (nuvarande hustru). I filmen ser man hur Ray Rice knockar henne med en vänsterkrok. Följden av denna misshandel har också gjort att han blivit avstängd på obestämd framtid från spel i NFL. Men efter att ha överklagat domen är han nu en free agent.